# Ateneum
Ateneum (finés: Ateneumin taidemuseo) es un museo de arte de Helsinki, Finlandia, y uno de los museos de la Galería Nacional Finlandesa. Se encuentra en el centro de Helsinki, en la plaza de Rautatientori en el lado opuesto a la estación central de trenes. Tiene las colecciones más grandes de arte clásico de Finlandia. Previamente a la construcción del Ateneum también fue sede de la Academia Finlandesa de Bellas Artes y la Universidad de arte y Diseño de Helsinki. El edificio Ateneum es una propiedad de Propiedades del Senado (en finés: Senaatti-kiinteistöt), el proveedor immobiliario del gobierno.

## Colecciones
Las colecciones del Ateneum incluyen  arte finlandés, desde retratos rococó del siglo XVIII a movimientos del arte experimentales del siglo XX. Las colecciones también incluyen 650 obras de arte internacionales. Uno de ellos es 'Carrer en Auvers-sur-Oise' de Vincent Van Gogh (1890) depositada en 1903, en el Ateneum, convirtiéndolo en el primer museo del mundo en tener un Vincent van Gogh.

## Arquitectura

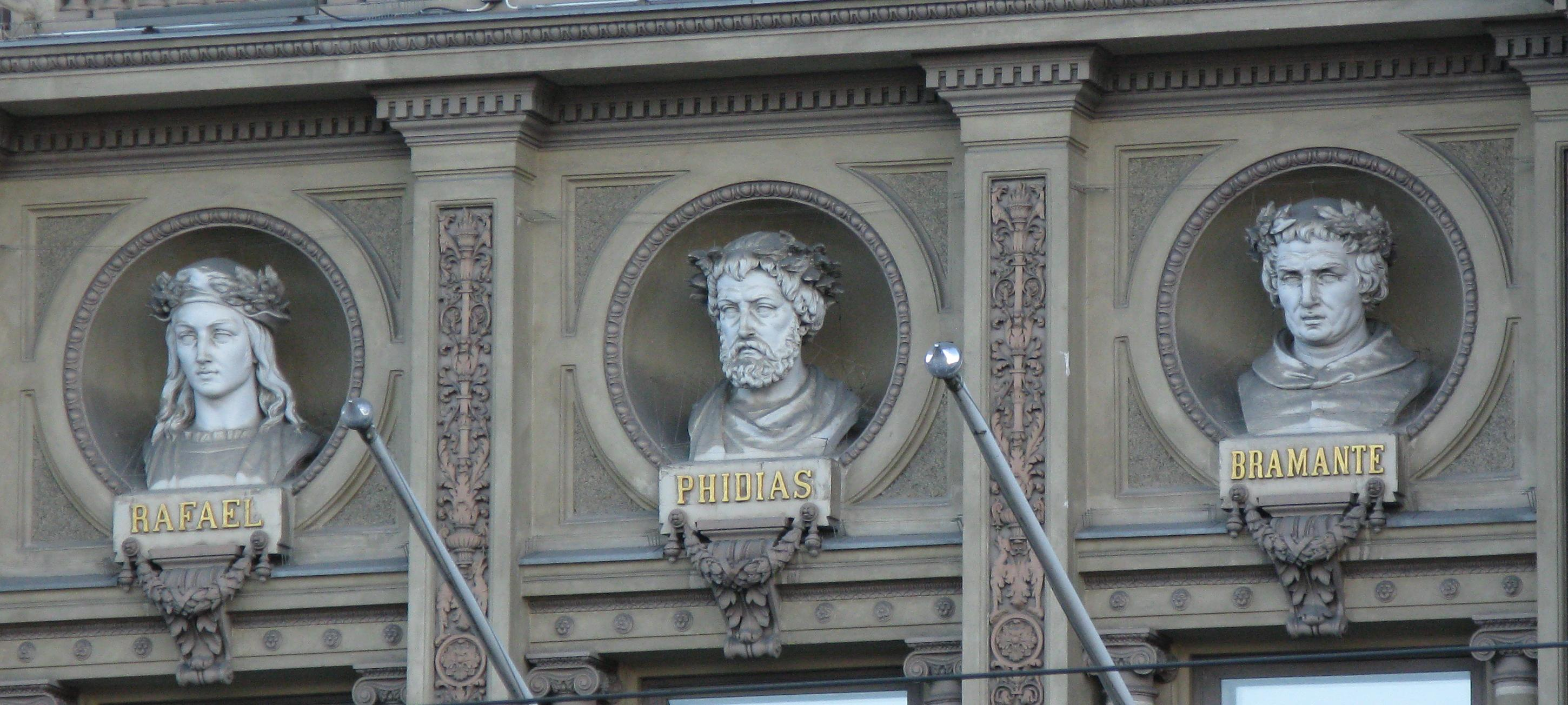
Bustos de Raffaello Sanzio, Fidias y Bramante

El edificio del Ateneum fue diseñado por Theodor Höijer y fue construido en 1887.
Su fachada está decorada con estatuas y reproducciones que contienen muchos símbolos. Sobre la entrada principal, en el segundo piso, hay bustos de tres artistas clásicos: el arquitecto Bramante, el pintor, Raffaello Sanzio, y el escultor Fidias. Por encima de los bustos, en el tercer piso, hay cuatro cariátides que apoyan el frontón, que simbolizan las cuatro formas del arte clásico: la arquitectura, la pintura, la escultura y la música. La fachada  culmina en un collage de esculturas en las que la Diosa del Arte bendice a los trabajos de las diferentes formas de arte. Todas las estatuas fueron hechas por Carl Sjöstrand. En el medio de las ventanas de la segunda planta, hay varias versiones de Ville Vallgren, representando a los artistas finlandeses y extranjeros.
Bajo el collage del frontón hay una frase en latín: Concordia res parvae crescunt, que hace alusión a la larga batalla de los círculos de arte en Finlandia, para establecer el museo.